# Río Manflas
El río Manflas es un curso de agua que fluye en la Región de Atacama desde la precordillera de los Andes hasta su confluencia con el río Copiapó que nace a su vez pocos kilómetros aguas arriba de la confluencia del río Pulido y del río Jorquera. Los tres ríos son los afluentes principales del río Copiapó y con ello del embalse Lautaro.

## Trayecto
El río Manflas drena la parte más austral de la cuenca del río Copiapó, es decir, recoge las aguas al norte de la divisoria de aguas que separa las cuencas de los ríos Copiapó y río Huasco.

## Caudal y régimen
El caudal del río Manflas es observado en la estación fluviométrica Manflas en Vertedero, que se encuentra en el mismo río a 1550 m s. n. m. De los ríos formativos del Copiapó, éste es el que aporta menos recursos de agua al sistema.
La estación muestra un régimen nival, ya que sus mayores caudales provienen de aportes nivales. En años húmedos los mayores caudales se presentan entre noviembre y diciembre, mientras que los menores ocurren entre mayo y julio. En años secos se presentan caudales muy bajos a lo largo de todo el año, con valores menores a 200 l/s.: 35 

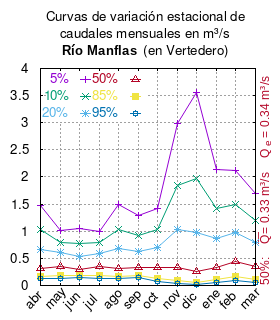
Curvas de variación estacional del río Manflas en Vertedero.

El caudal del río (en un lugar fijo) varía en el tiempo, por lo que existen varias formas de representarlo. Una de ellas son las curvas de variación estacional que, tras largos periodos de mediciones, predicen estadísticamente el caudal mínimo que lleva el río con una probabilidad dada, llamada probabilidad de excedencia. La curva de color rojo ocre (con {\displaystyle {\color {Red}\vartriangle }}) muestra los caudales mensuales con probabilidad de excedencia de un 50%. Esto quiere decir que ese mes se han medido igual cantidad de caudales mayores que caudales menores a esa cantidad. Eso es la mediana (estadística), que se denota Qe, de la serie de caudales de ese mes. La media (estadística) es el promedio matemático de los caudales de ese mes y se denota {\displaystyle {\overline {Q}}}. 
Una vez calculados para cada mes, ambos valores son calculados para todo el año y pueden ser leídos en la columna vertical al lado derecho del diagrama. El significado de la probabilidad de excedencia del 5% es que, estadísticamente, el caudal es mayor solo una vez cada 20 años, el de 10% una vez cada 10 años, el de 20% una vez cada 5 años, el de 85% quince veces cada 16 años y la de 95% diecisiete veces cada 18 años. Dicho de otra forma, el 5% es el caudal de años extremadamente lluviosos, el 95% es el caudal de años extremadamente secos. De la estación de las crecidas puede deducirse si el caudal depende de las lluvias (mayo-julio) o del derretimiento de las nieves (septiembre-enero).

## Historia
Francisco Solano Asta-Buruaga y Cienfuegos escribió en 1899 en su obra póstuma Diccionario Geográfico de la República de Chile sobre el río:
Manflas.-—Río entre los Andes del extremo sudeste del departamento de Copiapó. Nace de un serrijón nevoso de esa cordillera, situado por los 28º 28' Lat. y 69º 55' Lon. en su vertiente norte á 2,400 metros sobre el nivel del Pacífico y poco separada al SO. de las fuentes del riachuelo Pulido. Corre hacia el NO. estrechado entre ásperas sierras, y va al cabo de un corto y rápido curso á confluir en el paraje llamado las Juntas, con otros pequeños riachuelos que constituyen propiamente el río Copiapó. Poco antes de ese paraje se halla en su margen un pequeño caserío de su misma denominación.

### Aluvión del 14 de mayo de 1985
El día 14 de mayo de 1985 un lago subterráneo encerrado bajo un glaciar, tributario del Manflas casi en la frontera con Argentina, rompió la pared de hielo que lo contenía y vació 5 hm³ en el cauce del río con un caudal estimado de 11 000 m³/s en su origen y 1100 m³/s después de 83 km de recorrido. En el lapso de 3 horas ingresaron al embalse 3.2 hm³. Afortunadamente el embalse Lautaro tenía en ese instante suficiente capacidad disponible, de modo que se pudo evitar una catástrofe hacia aguas abajo.